# Richtersveldia columnaris
Richtersveldia es un género monotípico de plantas fanerógamas de la familia Apocynaceae. Contiene una única especie, Richtersveldia columnaris (Nel) Meve & Liede 2002. Es originario de África en Sudáfrica.

## Descripción
Son erguido tallos suculentos de 10-20 cm de alto, poco ramificados, de látex incoloro; los rizomas presentes. Los brotes son suculentos, de color azul-verde, cilíndricos, de 5-20 cm de largo y 20-25 mm de ancho, con 8 ángulos afilados,  glabros. Hojas persistentes, reducidas a escamas, verticiladas, de propagación horizontal; las escalas constituyen espinas de 0,04 cm de largo.
Las inflorescencias son extra axilares (en las regiones apicales de los tallos), con 1-5 (-20) flores, con hasta 5 flores abiertas de forma simultánea,  subsésiles; raquis persistente; pedicelos glabros. Las flores son fragantes y muy nectaríferas.

## Taxonomía
Richtersveldia columnaris fue descrito por (Nel) Meve & Liede y publicado en Plant Systematics and Evolution 234(1–4): 205. 2002.
Sinonimia
- Trichocaulon columnare Nel (1933) basónimo
- Echidnopsis columnaris (Nel) R.A.Dyer & D.S.Hardy (1968)
- Notechidnopsis columnaris (Nel) Lavranos & Bleck[4]